# Iogeton nowickeanus
Iogeton nowickeanus là một loài thực vật có hoa trong họ Cúc. Loài này được (D'Arcy) Strother mô tả khoa học đầu tiên năm 1991.